# Resevna
Resevna (682 m n. m.) je hrib, ki stoji jugozahodno od Šentjurja na ozemlju naselja Vodruž. Ime je dobil po resju, ki cveti zgodaj spomladi in jeseni v modri barvi. Pod vrhom stoji planinski dom s 33 ležišči, na samem vrhu pa 20 m visok razgledni stolp (zgrajen 1995/96) z daljnogledom. Razgled v jasnem vremenu seže do Donačke gore, Sljemena nad Zagrebom, Konjiške gore, Pohorja, Pece, Kamniških Alp, Raduhe, Kuma, Lisce, Posavskega hribovja in celo Triglava. 

## Dostop
Dostop iz Šentjurja vodi od avtobusne ali železniške postaje skozi Hruševec do Resevne, približno 1,5 ure zmerne hoje. Na Resevno je možno priti tudi z avtomobilom, po cesti do spomenika NOB, pet minut hoje do vrha.